# Catulle Mendès

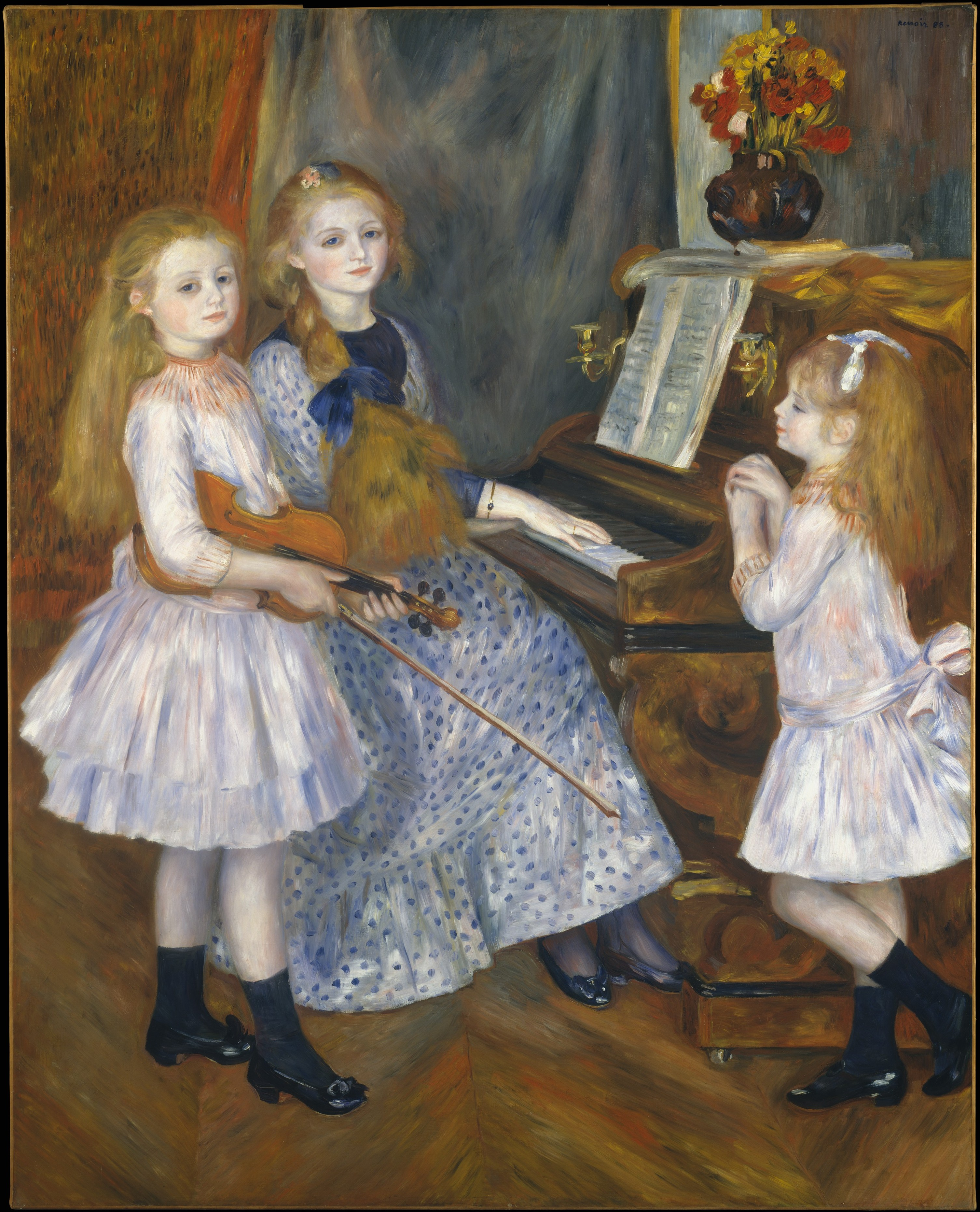
Um retrato das filhas de Mendès, Huguette, Claudine e Helyonne, por Auguste Renoir, 1888, em The Metropolitan Museum of Art.

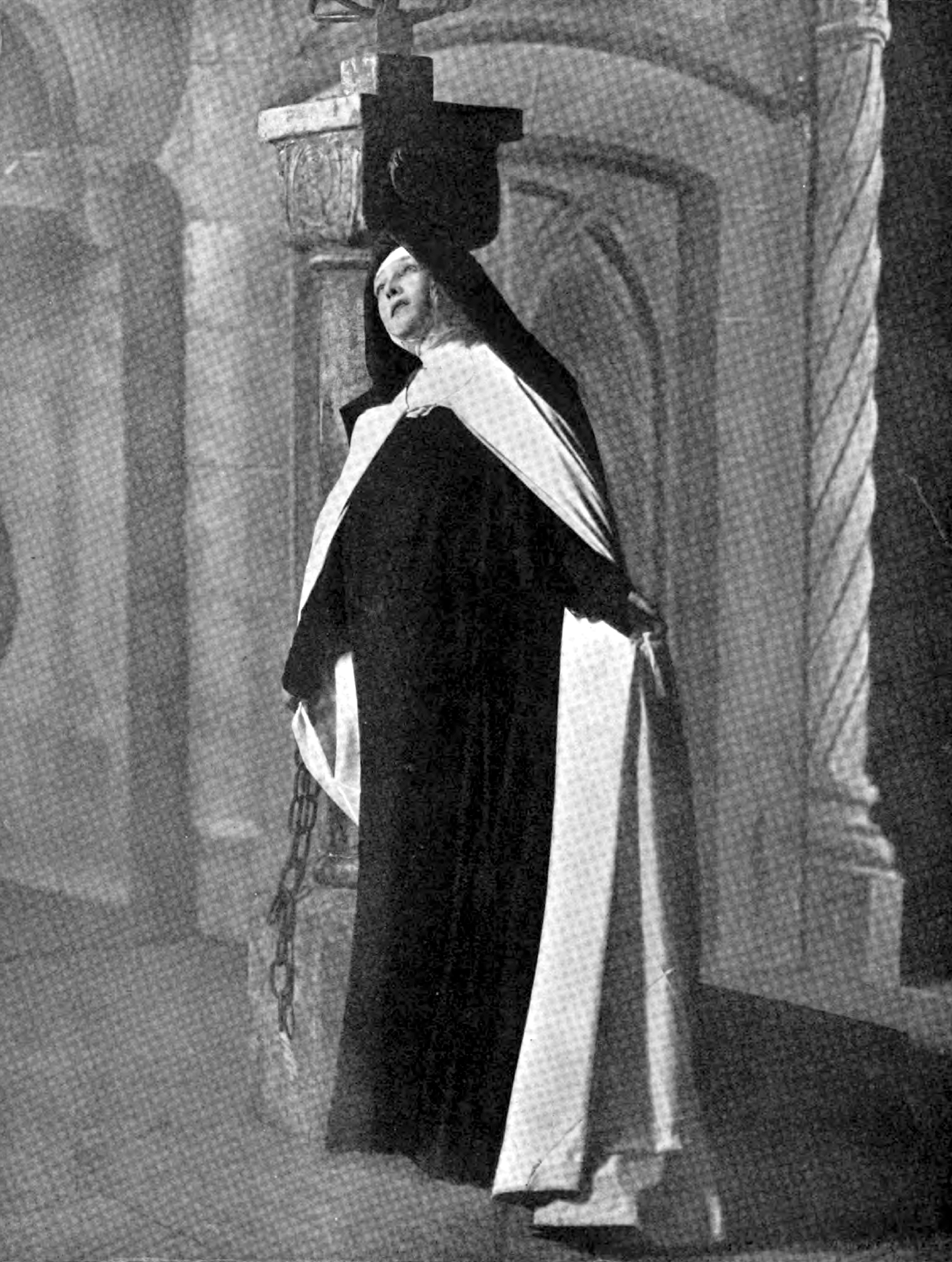
Sarah Bernhardt como Santa Teresa de Ávila na peça La Vierge d'Avila (1906).

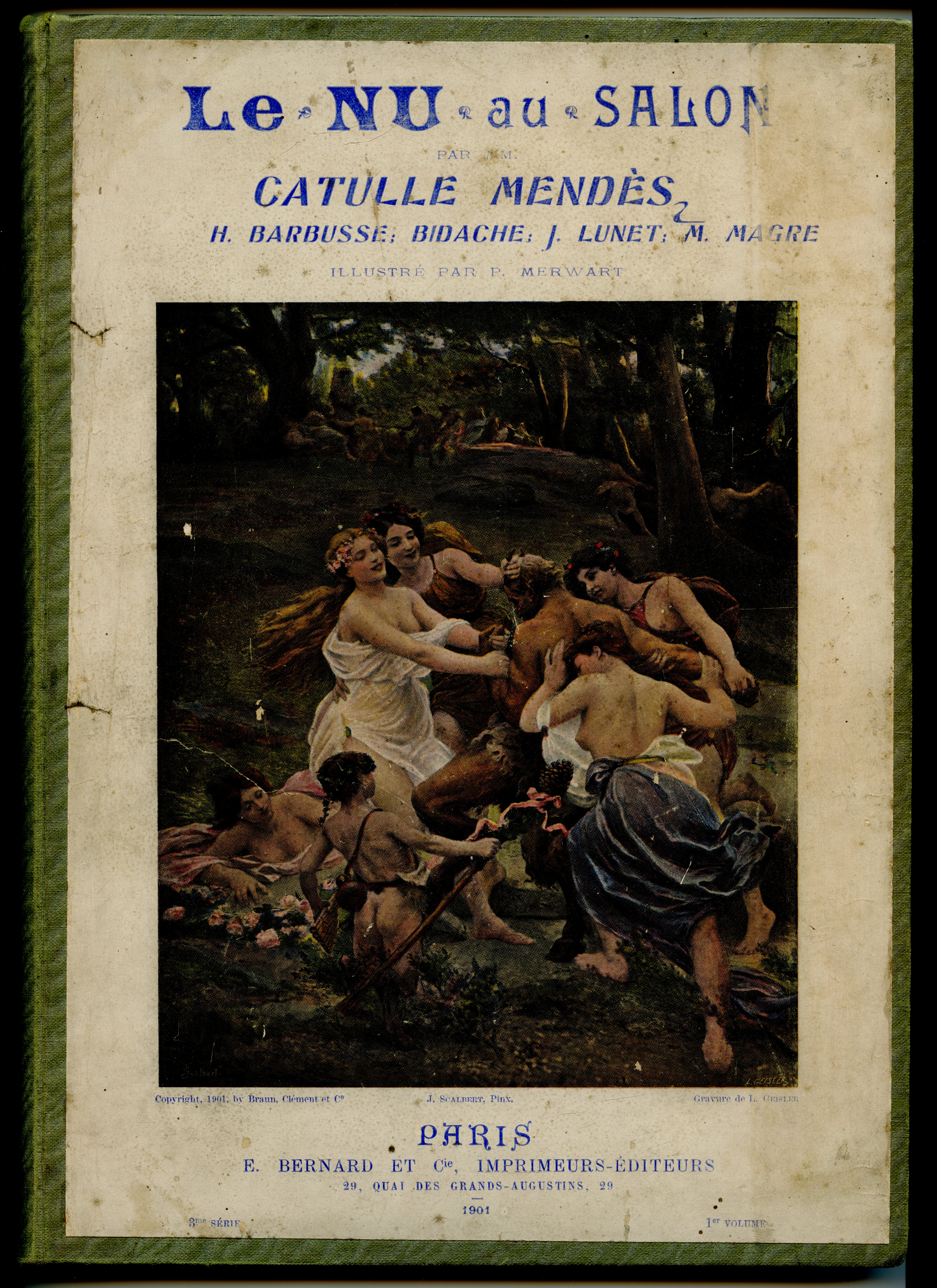
Le NU au SALON, 1900 (publicado em 1901). A imagem da capa é de uma pintura de Jules Scalbert, gravura de Louis Geisler.

Abraham Catulle Mendès (Bordeaux, 22 de maio de 1841 — Saint-Germain-en-Laye, 8 de fevereiro de 1909) foi um poeta e homem de letras francês, descendente de judeus expulsos de Portugal. Publicou por vezes sob o pseudónimo de Jacques Rollin.

## Biografia
Abraham Catulle Mendès provém de uma linhagem de judeus portugueses expulsos da Península Ibérica no século XVI. Neto do banqueiro Isaac Mendès, Catulle Mendès era filho do comerciante Tibulle Abraham Mendès e de Suzanne Brun, uma católica que educou o filho na sua religião.
Após a infância e a adolescência em Toulouse, chegou a Paris em 1859 e rapidamente se tornou um dos protegidos do poeta Théophile Gautier. A publicação na La Revue fantaisiste (1861) do seu Roman d'une nuit (Romance de uma noite), considerado ofensivo da pública moral, valeu-lhe ser condenado a um mês de prisão e a uma multa de 500 francos, mas deu-lhe notoriedade. 
Foi apoiante do Parnasianismo desde o início do movimento e demonstrou extraordinária habilidade métrica no seu primeiro volume de poemas, Philoméla (1863). Os seus críticos observaram que o verso elegante de seus últimos volumes se distingue mais pela imitação hábil de diferentes escritores do que por qualquer originalidade marcante. A versatilidade e a fecundidade do talento de Mendès estão patentes nos seus escritos críticos e dramáticos, incluindo vários libretos, e nos seus romances e contos. Os seus contos continuam a tradição francesa do conte licencioso.
Nos primeiros tempos, Mendès publicou por vezes sob o pseudónimo de Jacques Rollin.
Em 1866, Mendès casou-se com Judith Gautier, a filha mais nova do seu mentor Théophile Gautier. Separaram-se rapidamente e, em 1869, ele começou a coabitar com a compositora Augusta Holmès, com quem teve cinco filhos, incluindo: Huguette Mendès (1871–1964); Claudine Mendès (1876–1937); e Helyonne Mendès (1879–1955).
O casal separou-se em 1886 e, mais tarde, ele casou com a poetisa Jeanne Mette, que seria a sua última companheira.
Na manhã de 8 de fevereiro de 1909, o corpo de Mendès foi descoberto no túnel ferroviário de Saint-Germain-en-Laye. Ele tinha saído de Paris no comboio da meia-noite do dia 7 e supõe-se que, pensando que tinha chegado à estação, abriu a porta do seu compartimento ainda no túnel, embora alguns biógrafos tenham sugerido o suicídio. O seu corpo foi enterrado no Cemitério de Montparnasse.

## Obras
Entre outras, Catulle Mendès é autor das seguintes obras:
Poesia
- Philoméla (1863)
- Poésies, première série (1876), que inclui grande parte dos seus primeiros versos
- Soirs moroses, Contes épiques, Philoméla, etc.; Poésies (7 vols., 1885), uma nova edição amplamente aumentada
- Les Poésies de Catulle Mendès (3 vols., 1892)
- Nouveaux Contes de Jadis (1893), Editeur Paul Ollendorff, Paris
- La Grive des vignes (1895)

Teatro
- La Part du roi (1872), uma comédia em verso de um ato
- Les Frères d'armes (1873), drama
- Justice (1877), em três actos, caracterizado por um crítico hostil como um hino em louvor do suicídio
- Le Capitaine Fracasse (1878), libreto de uma ópera ligeira, baseado num romance de Théophile Gautier
- Gwendoline (1886) e Briséïs (estreada em 1897), para a música de Emmanuel Chabrier
- La Femme de Tabarin (1887)
- Isoline (1888), para a música de André Messager
- Le Collier de Saphirs (1891), pantomima em dois quadros, música de Gabriel Pierné
- Le Docteur Blanc (1893), mimodrame fantastique em um ato, música de Gabriel Pierné
- Médée (1898), em três actos e em verso
- La Reine Fiammette (1898), um conte dramatique em seis actos e em verso, passado na Itália renascentista, mais tarde musicado por Xavier Leroux, para o qual ver: La reine Fiammette
- Le Cygne (1899), para a música de Charles Lecocq
- La Carmélite (1902), para a música de Reynaldo Hahn
- Le Fils de l'étoile (1904), cujo herói é Bar Kokhba, o pseudo-Messias sírio, para a música de Camille Erlanger
- Scarron (1905)
- Ariane (1906) e Bacchus (1909), para a música de Massenet
- Glatigny (1906)
- La Vierge d'Avila (1906), para Sarah Bernhardt

No mesmo ano, Catulle Mendès escreveu no Le Figaro que foi depois de ter lido a obra de Arthur de Gobineau Les Religions et les Philosophies dans d´Asie centrale (As religiões e as filosofias da Ásia Central) que teve a ideia de escrever um drama sobre a primeira mulher discípula do Báb: a erudita e ilustre poetisa persa Táhirih.
Crítica literária
- Richard Wagner (1886)
- L'Art au théâtre (3 vols; 1896–1900), uma série de críticas dramáticas reproduzidas de jornais
- Um relatório dirigido ao Ministro da Instrução Pública e das Belas-Artes sobre Le Mouvement poétique francais de 1867 à 1900 (nova ed., 1903), que inclui um dicionário bibliográfico e crítico dos poetas franceses do século XIX.

Novelas
- Zo'har (1886), uma história de incesto em que a mulher é viril e o homem é fraco
- Le Roi vierge (1880) em que apresenta Luís II da Baviera e Richard Wagner
- L'Homme tout nu (1887)
- Méphistophéla (1890)
- La Maison de la vielle (1894)
- Gog (1897)
- Le Chercheur de tares (1898)

Ensaio
- L'Évangile de la jeunesse de Notre-Seigneur Jésus-Christ d'apres S. Pierre mis en français par Catulle Mendès après le manuscrit de l'Abbaye de Saint Wolfgang (1894).  Apresentado como um documento latino perdido da abadia de St. Wolfgang im Salzkammergut, com uma tradução de Mendès para francês, embora seja considerado pela maioria como uma falsificação literária inteiramente escrita por Mendès.[8]

Obras em inglês
- Mendès, Catulle (2007). Bluebirds. Traduzido por Stableford, Brian. [S.l.]: Snuggly Books. ISBN 9781943813254